# Melampus granifer
Melampus granifer is een slakkensoort uit de familie van de Ellobiidae. De wetenschappelijke naam van de soort is voor het eerst geldig gepubliceerd in 1849 door Mousson.